# Adhäsionsfolie

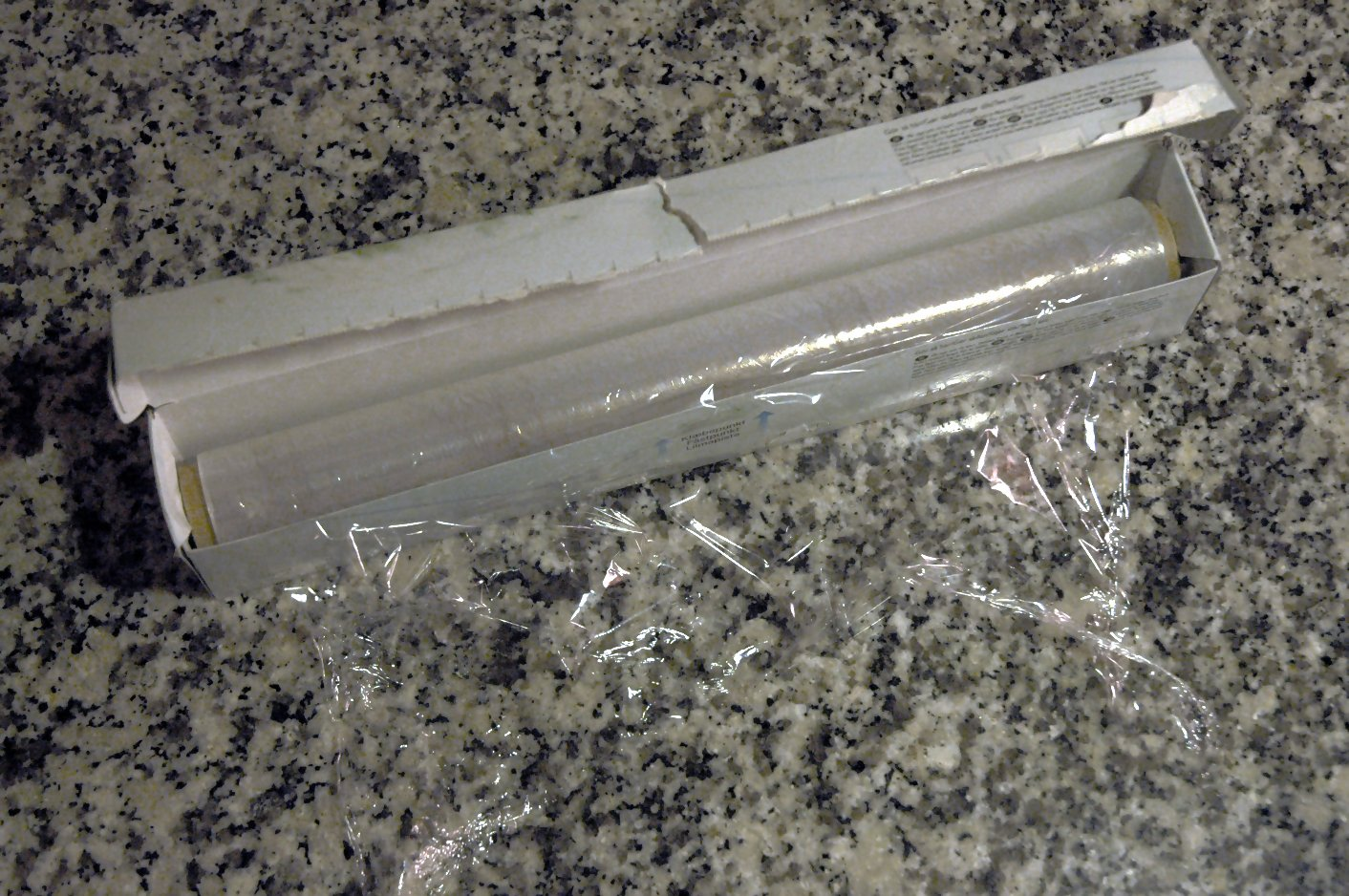
Adhäsionsfolie

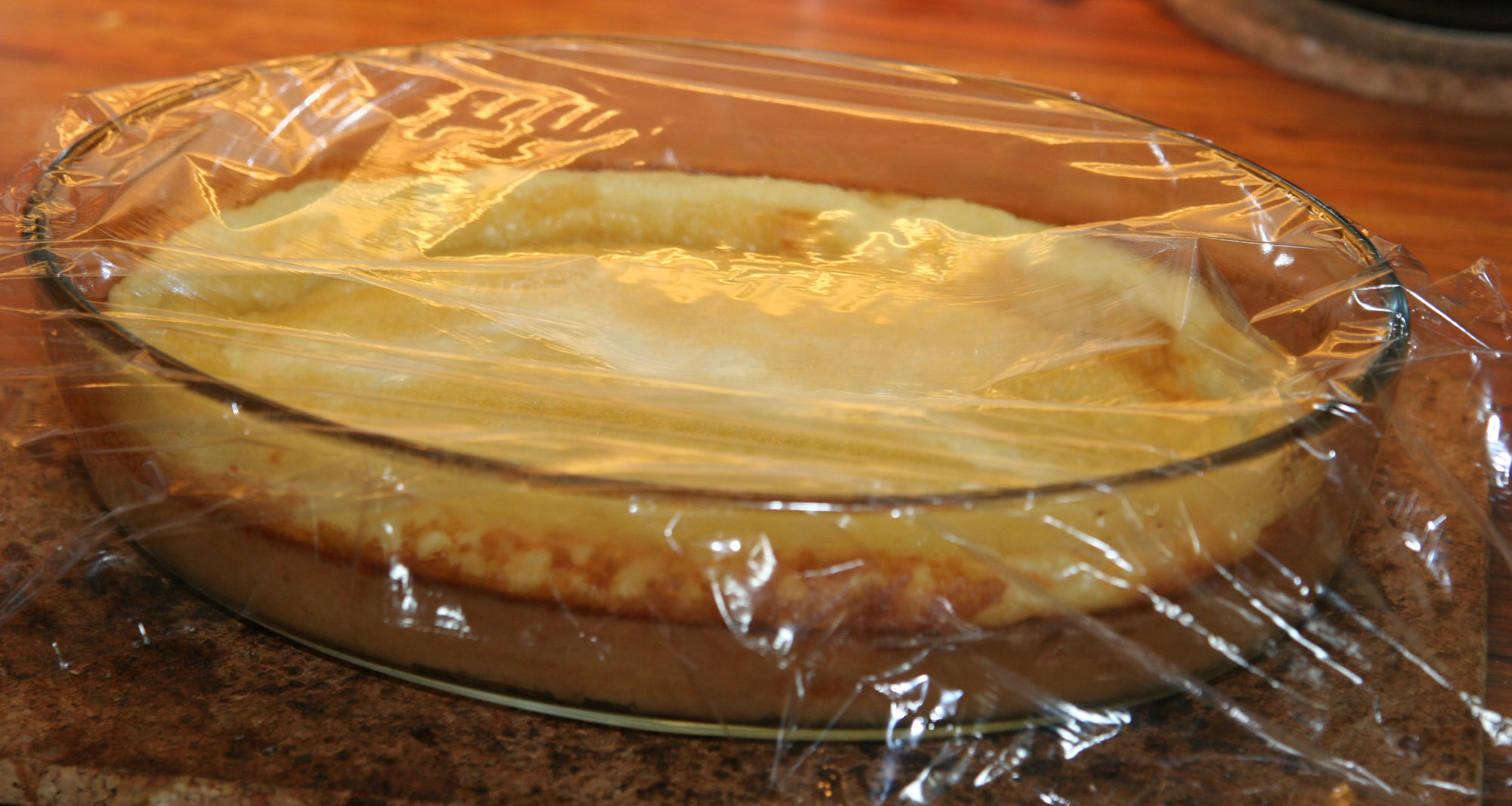
Adhäsionsfolie beim Einsatz in der Küche

Adhäsionsfolien (von lateinisch adhaerere „anhaften“, daher auch Haftfolien genannt) sind Dehnfolien, die ohne Klebstoff auf glatten Oberflächen haften. Bewirkt wird diese Haftung durch lockere molekulare Bindungen (Van-der-Waals-Bindungen, vergl. auch Adhäsionskraft) zwischen den Grenzschichten der Flächen der Folie und des Materials, an dem sie anliegt. Damit diese schwachen Kräfte eine spürbare Wirkung entfalten, muss die Kontaktfläche so groß wie möglich sein, was nur bei wirklich glatten Oberflächen wie denen von Glas, Porzellan, poliertem Metall und einigen Kunststoffen gegeben ist. Durch mehrfaches Umwickeln haftet sie auf sich selbst. Die Haftkraft auf sich selbst der meist mehrschichtig aufgebauten Folien wird durch Beimischung von klebrigen Polymeren oder von migrierendem klebrigen, hochviskosem Polyisobutylen bei der Folienherstellung (siehe Extrusion) in die Folien-Oberflächenschicht erreicht.
Sehr dünne Adhäsionsfolien aus Polyethylen werden im Lebensmittelbereich als Frischhaltefolien verwendet. Etwas dickere Folien dienen beispielsweise als Transportschutz für elektronische Displays, als Kennzeichnungsetiketten oder als Werbesticker in Schaufenstern. Sie lassen sich rückstandslos ablösen und meist wiederverwenden.